# 巴干乡
巴干乡，是中华人民共和国青海省玉树藏族自治州曲麻莱县下辖的一个乡镇级行政单位。

## 行政区划
巴干乡下辖以下地区：
代曲牧委会、通吉牧委会和麻秀牧委会。